# Relais 4 × 100 mètres féminin aux championnats du monde d'athlétisme 2015
Navigation
Moscou 2013 Londres 2017
L'épreuve du relais 4 x 100 mètres féminin des championnats du monde de 2015 s'est déroulée le 29 août 2015 dans le Stade national, le stade olympique de Pékin, en Chine. Elle est remportée par l'équipe de Jamaïque (Veronica Campbell-Brown, Natasha Morrison, Elaine Thompson et Shelly-Ann Fraser-Pryce).

## Résultats

### Finale
| Rang               | Couloir | Nation            | Athlètes                                                                            | Temps   | Notes      |
| ------------------ | ------- | ----------------- | ----------------------------------------------------------------------------------- | ------- | ---------- |
| Médaille d'or      | 6       | Jamaïque          | Veronica Campbell-Brown, Natasha Morrison, Elaine Thompson, Shelly-Ann Fraser-Pryce | 41 s 07 | CR, WL, NR |
| Médaille d'argent  | 5       | États-Unis        | English Gardner, Allyson Felix, Jenna Prandini, Jasmine Todd                        | 41 s 68 | SB         |
| Médaille de bronze | 4       | Trinité-et-Tobago | Kelly-Ann Baptiste, Michelle-Lee Ahye, Reyare Thomas, Semoy Hackett                 | 42 s 03 | NR         |
| 4                  | 7       | Royaume-Uni       | Asha Philip, Dina Asher-Smith, Jodie Williams, Desiree Henry                        | 42 s 10 | NR         |
| 5                  | 3       | Allemagne         | Rebekka Haase, Alexandra Burghardt, Gina Lückenkemper, Verena Sailer                | 42 s 64 | SB         |
| 6                  | 9       | Canada            | Crystal Emmanuel, Kimberly Hyacinthe, Isatu Fofanah, Khamica Bingham                | 43 s 05 |            |
|                    | 2       | Russie            | Marina Panteleyeva, Kseniya Ryzhova, Yelizaveta Demirova, Anna Kukushkina           | DNF     |            |
|                    | 8       | Pays-Bas          | Nadine Visser, Dafne Schippers, Naomi Sedney, Jamile Samuel                         | DQ      | R170.7     |

### Séries
Qualification : 3 premières de chaque série (Q) plus les 2 meilleurs temps (q) se qualifient pour la finale.
| Rang | Série | Couloir | Nation            | Athlètes                                                                     | Temps   | Notes |
| ---- | ----- | ------- | ----------------- | ---------------------------------------------------------------------------- | ------- | ----- |
| 1    | 1     | 6       | Jamaïque          | Sherone Simpson, Natasha Morrison, Kerron Stewart, Shelly-Ann Fraser-Pryce   | 41 s 84 | Q, WL |
| 2    | 2     | 8       | États-Unis        | English Gardner, Allyson Felix, Jenna Prandini, Jasmine Todd                 | 42 s 00 | Q     |
| 3    | 2     | 7       | Trinité-et-Tobago | Kelly-Ann Baptiste, Michelle-Lee Ahye, Reyare Thomas, Khalifa St. Fort       | 42 s 24 | Q, NR |
| 4    | 2     | 9       | Pays-Bas          | Nadine Visser, Dafne Schippers, Naomi Sedney, Jamile Samuel                  | 42 s 32 | Q, NR |
| 5    | 1     | 5       | Royaume-Uni       | Asha Philip, Jodie Williams, Bianca Williams, Desiree Henry                  | 42 s 48 | Q, SB |
| 6    | 1     | 8       | Canada            | Crystal Emmanuel, Kimberly Hyacinthe, Isatu Fofanah, Khamica Bingham         | 42 s 60 | Q, NR |
| 7    | 2     | 6       | Allemagne         | Rebekka Haase, Alexandra Burghardt, Gina Lückenkemper, Verena Sailer         | 42 s 64 | q, SB |
| 8    | 1     | 7       | Russie            | Marina Panteleyeva, Kseniya Ryzhova, Yelizaveta Demirova, Ekaterina Smirnova | 43 s 09 | q     |
| 9    | 2     | 4       | Brésil            | Bruna Farias, Franciela Krasucki, Vitória Cristina Rosa, Rosângela Santos    | 43 s 15 |       |
| 10   | 1     | 3       | Chine             | Liang Xiaojing, Kong Lingwei, Lin Huijun, Wei Yongli                         | 43 s 18 |       |
| 11   | 1     | 9       | Pologne           | Agata Forkasiewicz, Anna Kiełbasińska, Weronika Wedler, Marta Jeschke        | 43 s 20 | SB    |
| 12   | 1     | 4       | Italie            | Giulia Riva, Irene Siragusa, Anna Bongiorni, Gloria Hooper                   | 43 s 22 | SB    |
| 13   | 2     | 5       | Suisse            | Marisa Lavanchy, Lea Sprunger, Mujinga Kambundji, Sarah Atcho                | 43 s 38 |       |
| 14   | 2     | 2       | France            | Lénora Guion-Firmin, Stella Akakpo, Maroussia Paré, Céline Distel-Bonnet     | 43 s 58 | SB    |
| 15   | 2     | 3       | Ukraine           | Olesya Povh, Nataliya Strohova, Hrystyna Stuy, Nataliya Pyhyda               | 43 s 59 |       |
| 16   | 1     | 2       | Nigeria           | Gloria Asumnu, Stephanie Kalu, Deborah Oluwaseun Odeyemi, Cecilia Francis    | 43 s 89 |       |

## Légende
Records et Performances
- AR : Record continental (area record)
- CR : Record des championnats (championship record)
- MR : Record du meeting (meet record)
- NR : Record national (national record)
- OR : Record olympique (olympic record)
- PR : Record paralympique (paralympic record)
- PB : Record personnel (personal best)
- SB : Meilleure performance personnelle de la saison (season's best)
- WL : Meilleure performance mondiale de l'année (world leader)
- WJR : Record du monde junior (world junior record)
- WR : Record du monde (world record)

Circonstances et Conditions
- DNF : N'a pas terminé (did not finish)
- DNS : N'a pas pris le départ (did not start)
- DQ : Disqualification (disqualification)
- NM : Aucun essai valable enregistré (No Mark)
- Q : Qualifié « directement » au prochain tour (ou à la prochaine compétition), lors d'une compétition majeure, grâce au classement ou à la réalisation des minima (automatic qualifier)
- q : Qualifié au prochain tour (ou à la prochaine compétition), lors d'une compétition majeure, grâce au repêchage ou à la réalisation de l'une des meilleures performances parmi celles des « non qualifiés directement » (grâce au meilleur temps ou à la meilleure distance par exemple) (secondary qualifier)